# Cyril Benham-Benni
Pour les articles homonymes, voir Benham et Benni.
Cyril Benham-Benni (1831-1897) est un patriarche d'Antioche de l'Église syriaque catholique.

## Biographie
Cyril Benham-Benni est né dans le diocèse de Mossoul le 14 août 1831. Il fait ses études à Rome, au Collège de la Propagande, obtient son doctorat de théologie en 1856, est sacré archevêque de Mossoul le 8 mars 1861, élu patriarche d'Antioche le 23 octobre 1893, et confirmé le 18 mai 1894 par le pape Léon XIII qui lui remet personnellement le pallium le 11 novembre de la même année.
Il meurt le 13 septembre 1897 à Mardin (Turquie d'Asie).

## Œuvres

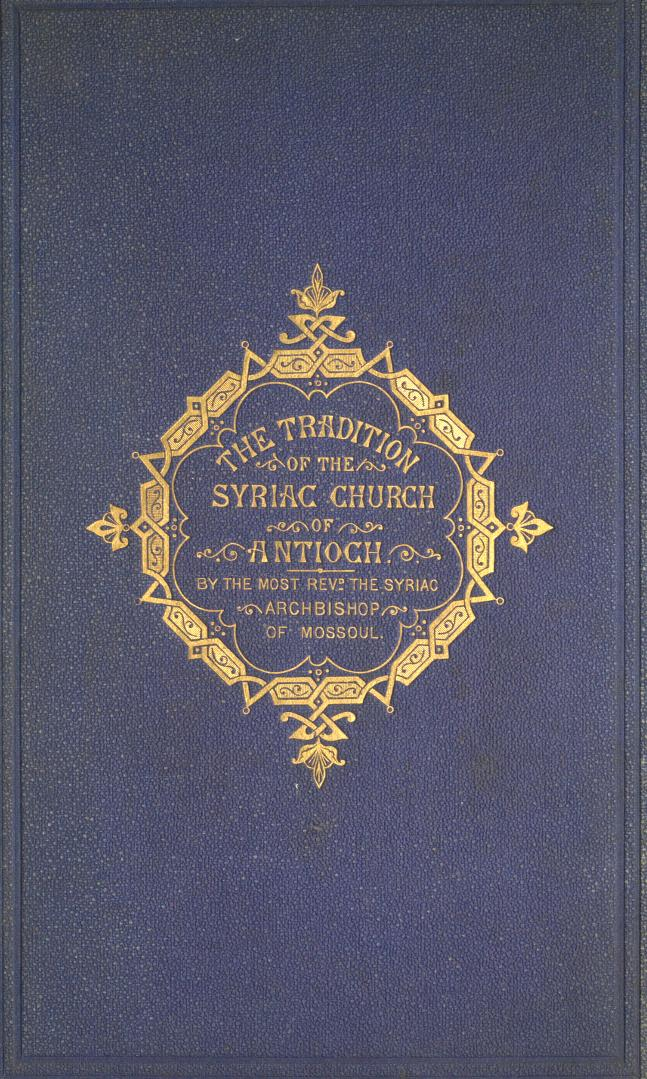
Page de couverture de la traduction anglaise du livre de Mgr. Benham Benni

- The Tradition of the Syriac Church of Antioch: concerning the Primacy and the prerogatives of St. Peter and of his Successors the Roman Pontiffs[3]
- Introduction by Cyrillus Behnam Benni of the Catalog of psalms recited in the prayers of the Syrian Diocese of Mosul[4]